# Seznam technologií ve Star Treku
Toto je přehled technologií ve fiktivním světě Star Treku. Jsou vynechány technologie, které existují v reálném světě.

## Komunikace
- Subprostorové vysílání

## Lékařství
- Trikordér – multifunkční senzorový přístroj; existuje několik verzí včetně lékařské
- biobed

## Přeprava
- Inerciální tlumiče
- Transportní paprsek
- Různé typy raketoplánů

### Vlečný paprsek
Vlečný paprsek je fiktivní technologie tlumeného lineárního gravitonového paprsku používaná na hvězdných lodích a stanicích. Vlečný paprsek je používán pro tažení kosmických lodí, jejich přitažení, nebo obecně jakoukoli manipulaci. Vlečný paprsek používají běžně stanice pro manipulaci s loděmi, zvláště v nouzových situacích, kdy má loď poškozený, či nefunkční impulzní pohon.
Kromě nouzových účelů jej využívají pro bojové účely Klingoni, kteří běžně menší ochromené lodě po útoku přitáhnou do hangáru kvůli obsazení.
Z počátku bylo možné používat vlečný paprsek pouze mimo warp, pozdější vylepšení technologie umožňuje používat vlečný paprsek během letu warpem.
V případě, že je vlečný paprsek lodi výkonný, je schopen posílit strukturální integritu vlečené lodi a vylepšit tak její odolnost.

### Deformace časoprostoru
- Červí díry – DS9: Poslání
- Časoprostorové zlomy – TNG: Enterprise včerejška
- Transwarp uzel (VOY: Dohra)

## Rekreace
- Simulátor

## Výroba
- Replikátor
  - Průmyslový replikátor (DS9: Z přesvědčení)